# Mishima – Ein Leben in vier Kapiteln
Mishima – Ein Leben in vier Kapiteln (Originaltitel: Mishima: A Life in Four Chapters) ist ein US-amerikanisch-japanischer Spielfilm aus dem Jahr 1985. Der von Paul Schrader inszenierte Film basiert auf der Biografie und dem Werk des japanischen Schriftstellers Yukio Mishima. Francis Ford Coppola und George Lucas fungierten als Executive Producers.
In vier Kapiteln schildert der Film den letzten Tag im Leben Mishimas, der am 25. November 1970 durch rituellen Selbstmord starb, und verwebt diesen mit biografischen Rückblenden sowie mit dramatisierten Auszügen aus dreien seiner Romane: Der Tempelbrand, Kyōkos Haus und Unter dem Sturmgott.

## Handlung
In einer am 25. November 1970, dem letzten Tag im Leben Mishimas, spielenden Rahmenhandlung sieht man den Schriftsteller ein Manuskript fertigstellen. Er kleidet sich in eine Fantasieuniform und trifft sich mit vier loyalen Anhängern aus seiner Privatarmee. Gemeinsam fahren sie zum Zentrum der japanischen Streitkräfte in Tokio.
In Rückblenden sieht man Mishimas Werdegang vom kränkelnden Jungen zum gefeierten Vertreter der jungen japanischen Literatur der Nachkriegszeit. Gleichzeitig huldigt er einem homophil gefärbten, narzisstischen Körper- und Muskelkult und einer starken Todessehnsucht. Abgestoßen vom Materialismus des modernen Japan, wandelt sich der Autor zum radikalen Traditionalisten, der eine Privatmiliz aufstellt und die Wiedereinsetzung des Tennōs als oberstes Staatsoberhaupt fordert.
Eingebunden in die zwischen Gegenwart und Vergangenheit wechselnden Szenen sind verkürzte dramatische Umsetzungen von drei Romanen Mishimas. In Kinkaku-ji (dt. Buchtitel Der Tempelbrand) legt der stotternde Priesteranwärter Mizoguchi Feuer am Goldenen Pavillon, weil er sich angesichts dessen Schönheit minderwertig fühlt. Kyōko no ie (nicht auf Deutsch erschienen) erzählt von der sadomasochistischen Beziehung zwischen einer älteren Frau und Anführerin einer Bande von Schutzgelderpressern und einem von ihr abhängigen jungen Schauspieler. In Homba (dt. Buchtitel Unter dem Sturmgott) werden die Attentatspläne einer Gruppe junger Nationalisten verraten, deren Anführer Isao nach der Ermordung eines prominenten Vertreters der Oberschicht Selbstmord begeht. Rahmenhandlung, Rückblenden und Dramatisierungen sind in die im Filmtitel erwähnten vier Kapitel Beauty (Schönheit), Art (Kunst), Action (Tat) und Harmony of Pen and Sword (Harmonie von Feder und Schwert) unterteilt.
Im Finale nehmen Mishima und seine Anhänger einen General der japanischen Armee als Geisel. Mishima hält vor den zusammengerufenen Soldaten der Kaserne eine Rede, in der er diese zum Sturz der Regierung und zur Wiedereinsetzung des Tennō aufruft. Als sein Aufruf ungehört verhallt, begeht er Seppuku. Im Augenblick seines Todes wird er mit seinen Romanfiguren eins: Die letzten Bilder zeigen Mizoguchi inmitten eines Flammenmeers, die Leichname der älteren Frau und ihres Liebhabers und den Selbstmord Isaos.

## Hintergrund

### Literarische Vorlagen und biografische Parallelen
In Schraders Film werden drei Romane Mishimas visualisiert: Der Tempelbrand, Kyōko no ie und Unter dem Sturmgott. Die Nutzungsrechte für den Roman Verbotene Farben, der die Ehe eines homosexuellen Mannes mit einer Frau schildert, wurden Schrader von Mishimas Witwe verweigert. Schrader wählte aus Mishimas umfangreichem Gesamtwerk die drei genannten Bücher, weil er je ein Buch aus der frühen, der mittleren und der späten Schaffensphase suchte, das Parallelen zur Biografie des Autors aufweist. Zudem sollten diese drei Themenschwerpunkte abdecken: 1. das obsessive Verhältnis zur Schönheit, 2. sexuelle Ambivalenz und Narzissmus und 3. Mishima der Revolutionär.
Ein weiterer, stark autobiografisch gefärbter Roman, Bekenntnisse einer Maske, bleibt zwar unerwähnt, diente aber offensichtlich ebenfalls als Grundlage: Eine Szene, in der sich der noch minderjährige Mishima an einer Darstellung des Märtyrers Sebastian erregt, und seine heimliche Liebe zu einem Mitschüler finden sich beide so im Buch. Für den Kommentar des Erzählers wurden mehrheitlich Passagen aus Taiyō to tetsu (ebenfalls nicht auf Deutsch erschienen) verwendet.
Die literarischen Vorlagen sind, der Laufzeit des Films entsprechend, auf einige Szenen reduziert. Kyōko no ie enthält insgesamt vier gleichrangige Handlungsstränge mit vier Protagonisten, Schrader wählte unter diesen jedoch nur einen heraus, in dem sich ein narzisstischer Schauspieler an die Gläubigerin seiner Mutter verkauft. Nach der Verweigerung der Nutzungsrechte von Kinjiki hatte Schrader sich den nicht in anderen Sprachen erschienenen Kyōko no ie exklusiv übersetzen lassen. Die von ihm ausgesuchte Episode bot ihm die sexuelle Ambivalenz und den Narzissmus, die ihn an Kinjiki interessiert hatte.
Der Film endet mit Mishimas Seppuku, das sich in Wahrheit länger hinzog als es das Ritual vorsieht. Sein Vertrauter Morita Masakatsu unternahm unmittelbar im Anschluss ebenfalls einen Selbsttötungsversuch, der aber scheiterte. Beide wurden von einem dritten Verschwörer enthauptet. Die drei Überlebenden ließen sich anschließend ohne Gegenwehr verhaften. Filmkritiker Roger Ebert lobte Schraders Entscheidung, die blutigen Details des tatsächlichen Tathergangs nicht zu zeigen, da diese die Stimmung des Films zerstört hätten. Im Übrigen orientiert sich das Drehbuch bei der Zeichnung von Mishimas Lebensweg eng an den biografischen Fakten, zu deren Wahrung sich Schrader verpflichtet hatte.

### Produktion
Anfang der 1980er Jahre gelang es Paul Schrader, die Produzenten Tom Luddy und Francis Ford Coppola für ein Filmprojekt über Yukio Mishima zu interessieren. Es dauerte weitere zwei Jahre, bis Mishimas Witwe und Jun Shiragi, der Verwalter des literarischen Nachlasses, ihr Einverständnis für das Projekt gaben. Zuvor hatten sich bereits Bob Rafelson, Elia Kazan, Roman Polański, Nagisa Ōshima und Akira Kurosawa vergebens um die Erlaubnis zu einer Dramatisierung von Mishimas Biografie bemüht. – Auf Initiative des Produzenten Mataichirō Yamamoto sagten die japanische Produktionsgesellschaft Tōhō und Fuji Television anteilig zwei Millionen US-Dollar zu.
Das Drehbuch verfasste Paul Schrader gemeinsam mit seinem Bruder Leonard und dessen japanischer Ehefrau Chieko. Chieko Schrader übersetzte nicht nur die Dialoge ins Japanische, sondern bestand nach eigener Aussage auch darauf, dass der Film eine „Offenbarung“ im Finale haben müsste, statt, wie zuerst vorgesehen, unmittelbar mit Mishimas Selbstmord zu enden. Daraufhin wurde dem Schluss eine Szene hinzugefügt, in dem der sterbende Mishima mit seinen Romanfiguren eins wird. Für die Gestaltung des Szenenbilds in den Romansequenzen wurde die Designerin Eiko Ishioka verpflichtet, für die Komposition der Filmmusik Philip Glass, die beide erstmals an einem Spielfilm mitwirkten.
Während der Produktionsvorbereitungen widerrief Mishimas Witwe ihre Genehmigung für die Verfilmung der Biografie ihres Mannes, da sie sich an der Thematisierung von Mishimas Homosexualität und der ausführlichen Darstellung seines Umsturzversuchs störte. Das vertraglich abgesicherte Projekt konnte zwar dennoch realisiert werden, sah sich aber zunehmend mit Hindernissen konfrontiert. So häuften sich die Drohungen rechtsradikaler Gruppierungen, vor allem gegen Koproduzent Yamamoto. Hauptkritikpunkt dieser Gruppen war die Tatsache, dass ein ausländisches Filmteam einen Film über ihr bewundertes nationales Idol drehte. Zu den befürchteten Übergriffen kam es jedoch nicht. Auch erklärten Tōhō und Fuji plötzlich, sich doch nicht an dem Film beteiligen zu wollen. Erst nachdem der zu diesem Zeitpunkt hochverschuldete Yamamoto andeutete, dass ihm in diesem Falle als Ausweg nur der Selbstmord bliebe, kamen beide Firmen ihrer Zusage nach. Eine Pressekonferenz, bei der Mishimas Biograf Henry Scott Stokes Schrader wegen eines angeblichen Plagiats seiner Arbeit angriff, wurde in der Berichterstattung der japanischen Medien ignoriert. Ken Takakura, der die Rolle Mishimas spielen sollte, zog sich von der Produktion zurück und wurde durch Ken Ogata ersetzt. Schrader äußerte sich später unzufrieden mit der Besetzung von Ogata, der nicht Mishimas sexuelle Ambiguität besessen habe.
Die Dreharbeiten mit einer überwiegend japanischen Filmcrew fanden im Frühjahr und Sommer 1984 auf dem Gelände von Tōhō in Tokio statt, mit Außenaufnahmen in Kōriyama und in der Nähe des Fuji Vulkans. Das Gebäude der Präfekturverwaltung von Fukushima in Kōriyama diente als Kulisse für Mishimas Umsturzversuch, da, so Associate Producer Alan Poul, ein Dreh am Originalschauplatz außer Frage stand. Laut Poul erwirkte Mike Mansfield, US-Botschafter in Japan, die nötige Drehgenehmigung vom japanischen Kultus- und Außenministerium. Nach Aussage von Tom Luddy ebnete dagegen die Zahlung eines Bestechungsgeldes an die Yakuza, die Beziehungen zu einem einflussreichen Lokalpolitiker unterhielt, den Weg zur gewünschten Drehgenehmigung. Gedreht wurde zum Kirschblütenfest, da das Gebäude zu diesem Zeitpunkt leer stand.
Im April 1984 erklärte sich das Filmstudio Warner Brothers, unter Vermittlung von George Lucas, nach anfänglicher Ablehnung bereit, weitere drei Millionen US-Dollar für den Film zur Verfügung zu stellen. In einem Interview mit Kevin Jackson vermutete Schrader, dass wohl keiner der Geldgeber erwartet hatte, dass der Film Gewinn machen würde. Dies hätte für ihn beim Drehen einerseits einen großen Luxus bedeutet, aber gleichermaßen einen großen Druck und eine hohe Verantwortung, weil man von ihm exzellente Arbeit erwartete.

### Filmstart
Mishima wurde am 15. Mai 1985 im Rahmen der Internationalen Filmfestspiele von Cannes uraufgeführt. Die Reaktionen waren Roger Ebert zufolge positiv, laut einem Artikel im Chicago Tribune und Karsten Witte von der Zeit dagegen eher gemischt. Am 20. September 1985 startete der Film in den amerikanischen Kinos, das dortige Einspielergebnis lag bei knapp 450.000 US-Dollar. Laut Roger Ebert hatte Schrader bereits bei der Uraufführung in Cannes ein schwaches Abschneiden an den amerikanischen Kinokassen vorausgesehen. In Europa zeigte sich ein ähnliches Bild: In Paris, wo der Film früher als in den USA gestartet war, lief Mishima in der ersten Woche auf neun Leinwänden, doch wurde die Anzahl wegen schwacher Umsätze binnen kürzester Zeit auf drei reduziert.
Obwohl ursprünglich für die Teilnahme am Tokyo International Film Festival vorgesehen, wurde Mishima wegen Drohungen rechter Gruppierungen und der Einwände von Mishimas Witwe nicht ins Programm aufgenommen. Offiziell wurde der Film wegen eines „Fehlers bei der Einreichung“ seitens der Produzenten von der Teilnahme ausgeschlossen. Trotz eines unter anderem von Martin Scorsese, Woody Allen und Louis Malle unterzeichneten Protestschreibens blieben die Organisatoren bei ihrer Entscheidung. Bis heute wurde Mishima auch nicht in den japanischen Kinos gezeigt. Das Studio Tōhō leugnete sogar, den Film mitfinanziert zu haben.
Am 31. Oktober 1985 startete Mishima in der originalsprachigen Fassung mit deutschen Untertiteln in den deutschen Kinos. Am 12. November 1995 strahlte das ZDF den Film in einer synchronisierten Fassung aus.

### Visueller Stil
Um die zu verschiedenen Zeiten stattfindenden und teils biografischen, teils fiktiven Spielszenen auch optisch voneinander abzugrenzen, weist der Film diesen verschiedene Farbpaletten zu: Natürliche, gedämpfte Farben in der 1970 spielenden Rahmenhandlung, Schwarz-weiß in den Rückblenden, die Farben Gold und Grün in Der Tempelbrand, Pink und Grau in Kyōko no ie, Orange (genauer: „Shu“ oder 朱, eine in Tempeln verwendete Farbe) und Schwarz in Unter dem Sturmgott. Auf Schraders Wunsch wurde der im finalen Selbstmord ursprünglich dunkelblaue Himmel in der „Unter dem Sturmgott“-Sequenz für die 2008er DVD-Veröffentlichung ebenfalls orange koloriert. Zudem wird in den Romanumsetzungen das fiktionale Element durch theaterhafte Künstlichkeit wie sichtbare Schiebekulissen, Modelle und gemalte Himmel betont.
Während Kameramann John Bailey die fiktiven Szenen in einem sehr modernen Stil fotografierte, orientierten er und Schrader sich in den Rückblenden an der strengen Bildkomposition des japanischen Kinos der 1930er bis 1950er Jahre. Für die am 25. November 1970 spielenden Szenen entschieden sie sich für einen dokumentarischen Stil „in der Art von Costa-Gavras“ (Schrader).
In einer der letzten Einstellungen des Films, in der Mishima, das Gesicht zur Kamera gewandt, sich selbst tötet, machte Schrader vom so genannten Dolly Zoom Gebrauch, der durch die Streckung der Perspektive einen visuell bewusst irritierenden Effekt erzeugt. Dieser wird vereinzelt auch als „Vertigo-Effekt“ bezeichnet, nach Alfred Hitchcocks gleichnamigem Spielfilm, der diese Technik erstmals anwandte, und den Schrader offen bewundert.
Für andere Einstellungen in Der Tempelbrand und Kyōko no ie bediente sich Schrader nach eigener Aussage visueller Ideen aus Bernardo Bertoluccis Der große Irrtum und Nicolas Roegs Performance.

### Filmmusik
Produzent Tom Luddy hatte Schrader und Komponist Philip Glass zusammengebracht. Schrader entschied sich gegen die bei Filmproduktionen übliche Vorgehensweise, einen „temp track“ zum Film aus bereits existierenden Musikstücken zu erstellen, an dem sich der Komponist der Filmmusik orientieren soll. Stattdessen stellte er Glass eine Kopie des Drehbuchs und weiteres Material über Mishima zur Verfügung. Glass erstellte eine Synthesizer-Version der Filmmusik, die der Regisseur an den gewünschten Stellen im Film einsetzte und, wo nötig, veränderte. Diese Fassung wiederum verwendete Glass als Vorlage für seine finale Komposition.
Die Filmmusik zu Mishima wird über weite Strecken von orchestralen und Synthesizer-Klängen getragen. In den 1970 spielenden Szenen steht ein militaristisch-perkussives Element im Vordergrund, in den Szenen aus Kyōko no ie deutet eine zusätzliche E-Gitarre Rock-’n’-Roll-Klänge an. Die biografischen Rückblenden wiederum werden allein von Streichinstrumenten untermalt (eingespielt vom Kronos Quartet). Da Glass von einem überwiegend westlichen Publikum für den Film ausging, verzichtete er, den Einsatz von Windspielen ausgenommen, bewusst auf fernöstliche Elemente in der Musik. Der Komponist bezeichnete seine Arbeit für Mishima, die er später zu seinem Streichquartett Nr. 3 umschrieb, als eine seiner liebsten.

### Themen

#### Faszination Japan
Kevin Jackson entdeckte in Schraders Arbeiten eine anhaltende Faszination für das Land Japan. Bereits 1972 hatte Schrader einen vielbeachteten Essay zu den Filmen des Regisseurs Yasujirō Ozu geschrieben, und sein erstes realisiertes Drehbuch Yakuza (1974, Regie: Sydney Pollack), das er ebenfalls gemeinsam mit seinem Bruder Leonard verfasst hatte, spielte im kriminellen Bandenmilieu Japans. Schrader erklärte seine und seines Bruders Affinität folgendermaßen: „Japan ist ein kleines moralisches Universum voller Codes und sehr strengen Regeln, die alle Formen von Verhalten und Etikette bestimmen. Es ist nicht ungewöhnlich, dass eine Person einem Gefängnis entflieht, um sich in einem anderen wiederzufinden. All die beschränkenden Aspekte kulturellen Lebens in [Schraders Geburtsort] Grand Rapids, gegen die mein Bruder und ich rebellierten, die wir aber später vermissten, fanden wir in Japan wieder. Aber da wir Fremde in einem fremden Land waren, fühlten wir uns von diesen nicht so eingegrenzt.“

#### Der Autor als fiktive Figur
Rückblickend bezeichnete Schrader Mishima als seinen Favoriten unter seinen Regiearbeiten und führte unter anderem an, dass „Mishima die Sorte Persönlichkeit war, die ich gern geschaffen hätte, hätte sie nicht schon existiert. Er besitzt alle Kraft der Fiktion. Tatsächlich ist er eine fiktive Gestalt, denn er ist ein Charakter, der von einem großen Schriftsteller geschaffen wurde. […] Ich glaube, dass sein Leben sein abschließendes Werk war, und ich bin überzeugt, Mishima sah es genauso.“
Roger Ebert stützte diese Sichtweise in einem Aufsatz aus dem Jahr 2007. Sein Leben lang sei Schrader vom „Mann in einem Raum“ fasziniert gewesen, der sich, wie in Schraders Drehbuch zu Taxi Driver, einkleidet und darauf vorbereitet, hinauszugehen und für seine Ziele zu kämpfen: „Mishima ist sein ultimativer ‚Mann in einem Raum‘.“ Nick Pinkerton von der Village Voice schloss sich dem an: Schrader präsentiere Mishima als thematisch mit Taxi Driver verwandt. „Beide Werke verbünden sich mit isolierten Charakteren, die sich selbst zum Mythos machen, und die schreiben, als würden sie ein Messer schärfen.“
Für Schader formulierte Mishima ein seit dem Aufkommen des Fernsehens wesentliches Problem für moderne Autoren: „Schriftsteller sind heutzutage weitaus mehr als Medienfiguren bekannt denn für ihre Arbeit als Autoren. Mishima hatte diese Veränderung sehr schnell begriffen.“

#### Suizid als künstlerischer Akt
Mishima zu drehen, so Schrader, habe sein dringendes Bedürfnis befriedigt, einen Film über einen selbstmörderisch veranlagten Künstler zu machen, das er seit seiner nicht realisierten Filmbiografie über Hank Williams gehegt habe. Der suizidale Impuls sei eng verknüpft mit dem künstlerischen Impuls, die Welt zu verändern: „Er ist Teil des künstlerischen Prozesses.“ Nick Pinkerton stellte nicht ohne Bedenken fest: „Der letzte Augenblick des Schriftstellers wird unkritisch inszeniert, wie Mishima ihn sich ausmalte – als sein Meisterwerk, einen Moment der vollkommenen Einheit, der seine blutige Selbsttötung erhöht.“
Mishima zeigt vier Selbsttötungen, davon drei gemäß dem Ritual des Seppuku: Den rituellen Selbstmord des Autors, den Doppelsuizid (oder Mord und anschließenden Selbstmord) des Paares in Kyōko no ie, die ebenfalls rituelle Selbstentleibung des Verschwörers Isao in Unter dem Sturmgott, und den Seppuku des Offiziers Takeyama in Mishimas eigener Regiearbeit Yūkoku, aus der ein kurzer – nachgestellter – Ausschnitt zu sehen ist. Alle drei gezeigten rituellen Selbstmorde haben einen politischen, nationalistisch-restaurativen Hintergrund: Mishima tötet sich nach seinem gescheiterten Aufruf zur Wiedereinsetzung des Kaisers, Isao nach dem verratenen geplanten Schlag gegen Vertreter des modernen Japan, und Takeyama nach dem niedergeschlagenen Putschversuch von 1936.

#### Politik und Fetischismus
Für Schrader war Mishimas politisches Gebaren „zu 75 Prozent Theater“: „Er war auf den Kaiser fixiert, und in einem sehr starken, sexuellen Sinne auch auf das Militaristische, aber seine Interessen waren primär rituell und künstlerisch. […] Es war alles Maskerade, im Stile D’Annunzios.“ Dagegen sah Henry Scott Stokes gerade dessen Selbstmord im Tokioter Zentrum der Selbstverteidigungsstreitkräfte als einen klar politisch motivierten Akt. Für Ebert war Mishimas Privatmiliz ein Ausdruck seiner libidinösen Beziehung von Leben und Werk: „Seine Privatarmee verband das Rituelle mit verdrängter Sexualität. Seine Soldaten waren jung, gut aussehend und bereit für ihn zu sterben, und ihre Uniformen so fetischistisch wie die der Nazis.“

#### Homosexualität
Schrader sah sich wiederholt mit dem Vorwurf konfrontiert, die Homosexualität Mishimas stark heruntergespielt oder sogar gänzlich ignoriert zu haben. Dazu Schrader: „Mishima ist eine in Schwulenkreisen bewunderte Figur, aber das war nicht der Grund, weshalb ich den Film machen wollte. Ich wollte das Dilemma des Verhältnisses zwischen Leben und Kunst untersuchen. Die Homosexualität spielte da mit hinein, aber sie war nicht notwendigerweise eine Komponente. Dasselbe Dilemma hätte in einem Heterosexuellen vorhanden sein können.“ Zudem, so Schrader, seien selbst die wenigen homoerotischen Andeutungen des Films – so tanzt Mishima in einer Schwulenbar mit einem anderen Mann – nur schwer durchzusetzen gewesen, da er sich verpflichtet hatte, alle biografischen Details des Drehbuchs zu belegen, z. B. durch Interviews mit Zeitzeugen.

#### Mishimas Nachwirkung
In Schraders Augen stellte Mishimas Tod selbst in der traditionsverhafteten japanischen Gesellschaft einen unfassbaren und alles andere als alltäglichen Akt dar: „Japan ist eine auf Konsens beruhende Gesellschaft […] man kann es nicht oft genug wiederholen. Als Mishima starb hieß es, ‚geben Sie uns 15 Jahre, und wir sagen Ihnen was wir über ihn denken‘. Aber es sind mehr als 15 Jahre vergangen, und die Leute wissen immer noch nicht, was sie sagen sollen. Mishima ist zu einer Unperson geworden – einer faszinierenden dazu. Die Leute lesen seinen Namen, aber es gibt keinen offiziellen Standpunkt. Wenn Sie auf einer Dinnerparty sind, und sein Name fällt, herrscht vollkommenes Schweigen.“
2012, mehr als 30 Jahre nach Mishimas Tod, startete der Film 11.25 Jiketsu no Hi: Mishima Yukio to Wakamonotachi des japanischen Regisseurs Kōji Wakamatsu über den Putschversuch des Autors.

## Kritiken
„Die ungewöhnlichste Filmbiografie, die ich je gesehen habe, und eine der besten. […] ein Triumph präzisen Schreibens und präziser Konstruktion […] Die unkonventionelle Struktur des Films […] entfaltet sich mit perfekter Klarheit und gibt den Blick auf die dahinterliegende Logik frei.“

„Schrader wandte extrem formalistische Techniken auf spätere biografische Filme an […] aber es ist die Diagrammstruktur in Mishima, die ihrem Gegenstand am meisten gerecht wird, definiert durch dessen Wille zur Harmonie. […] Es ist schwer, den wirklichen Mishima inmitten des Spiegelkabinetts aus literarischen Stellvertretern auszumachen, aber Ken Ogata […] – angespannt, mit durchscheinendem, jugendlichem Frohsinn – vermittelt diese menschliche Kontinuität. Während er auf demonstrierende Studenten hinabblickt, ist er der Inbegriff von sardonischem, konterrevolutionärem Chic, der insgeheim die Erwartung seines eigenen Todes auskostet.“

„Ambitioniertes, stark stilisiertes Drama […] Lang, schwierig, nicht immer treffsicher aber faszinierend.“

„Vielleicht hat Schrader endlich die gewalttätige Wandlung vollzogen, die er gemeinsam mit seinen Protagonisten sucht […] Philip Glass’ eindringliche Musik verwandelt das ganze in eine Oper. Mit nichts zu vergleichen.“

„Dieser Film wirkt mit allen Mitteln verklebt. […] Die schmerzhaft grellen Farben stechen ins Auge. Das Pathos schlägt aufs Gemüt ein. Die Kamera kreist im Leerlauf um sich selbst. Sie kippt ihre Überrumpelungseffekte wie mit einem Bulldozer ins Bild. Diese Schönheit in Form gewollter Makellosigkeit ist optischer Abfall. Ästhetische Ökonomie, Verknappung der Mittel, behutsam fragende Annäherung an den Mythos scheinen beim Thema Mishima ausgeschlossen.“

„Ein eindringliches und formal wie inhaltlich vielschichtiges Künstlerporträt, in einer Collage aus biografischen und fiktiven Sequenzen montiert. Gleichzeitig eine anspruchsvolle Meditation darüber, wie sich das Streben nach Schönheit und Vollendung verselbständigen kann, und ein wichtiger Versuch über das schwierige Verhältnis zwischen Kunst und Leben, Ästhetik und Moral.“

„Mit prachtvollen, oft surreal anmutenden Bildern, in Schwarzweiß gedrehten Rückblenden und szenisch umgesetzten Ausschnitten aus Mishimas Werken entfaltet Regisseur Paul Schrader eine faszinierende Biographie. Tolles Porträt. Genuss für Augen und Ohren.“

## Auszeichnungen
Mishima wurde 1985 auf den Internationalen Filmfestspielen von Cannes für die Beste künstlerische Leistung (Kameramann John Bailey, Ausstatterin Eiko Ishioka und Komponist der Filmmusik Philip Glass) ausgezeichnet.

## Veröffentlichungen
Mishima wurde in den USA zweimal auf DVD veröffentlicht, 2001 von Warner Brothers, 2008 in einer erweiterten Neuauflage von Criterion Collection, die unter anderem die BBC-Dokumentation The Strange Case of Yukio Mishima (1985) enthält. Roy Scheider sprach ursprünglich den englischen Voice-over des Films, der in der Kinofassung und den VHS-Veröffentlichungen zu hören war. Auf der ersten US-DVD-Ausgabe von 2001 wurde der Voice-over von einem anderen Darsteller (ohne Namensnennung) gesprochen. Auf der DVD-Veröffentlichung von 2008, nach Scheiders Tod erschienen, sind beide Fassungen enthalten (sowie die von Ken Ogata gesprochene japanische Fassung, die nicht in die Kinos gelangte). In einem Kommentar auf Amazon.com führte Schrader ein Versehen bei der Fertigung der 2001er DVD als Ursache an, der alternative Voice-over stamme von Paul Jasmin (nicht identisch mit dem gleichnamigen Schauspieler).
1986 erschien in Deutschland eine originalsprachige Fassung mit deutschen Untertiteln auf VHS-Kassette. Eine DVD wurde nicht veröffentlicht.
Eine französische DVD wurde 2010 von Wild Side Video veröffentlicht unter dem Titel Mishima – une vie en quatre chapitres.
Eine spanische Blu-ray Disc wurde 2010 veröffentlicht unter dem Titel Mishima – Una Vida en Cuatro Capítulos.
Die Filmmusik von Philip Glass erschien 1985 auf Langspielplatte und Audio-CD.
Am 28. November 2019 startet „Mishima“ als Director’s Cut erneut in den deutschen Kinos.